# Camp Raffalli
Pour les articles homonymes, voir Raffalli.

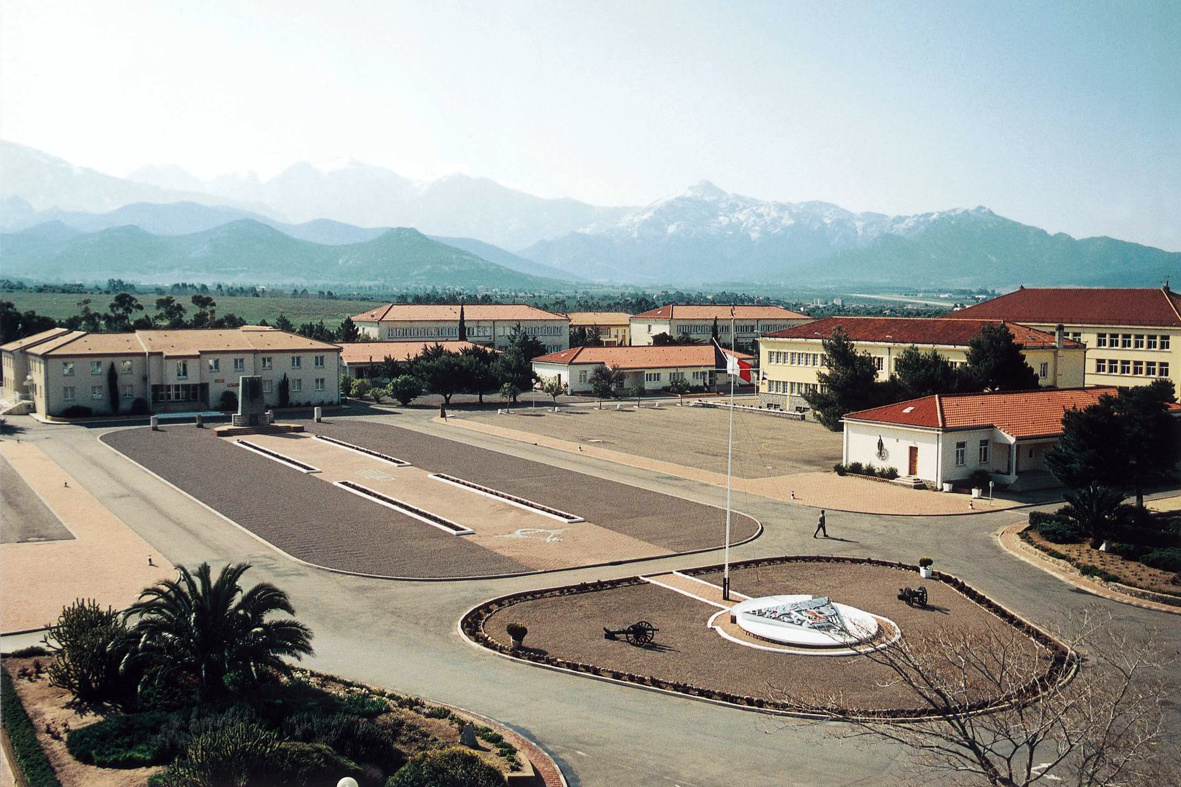
Le camp Raffalli

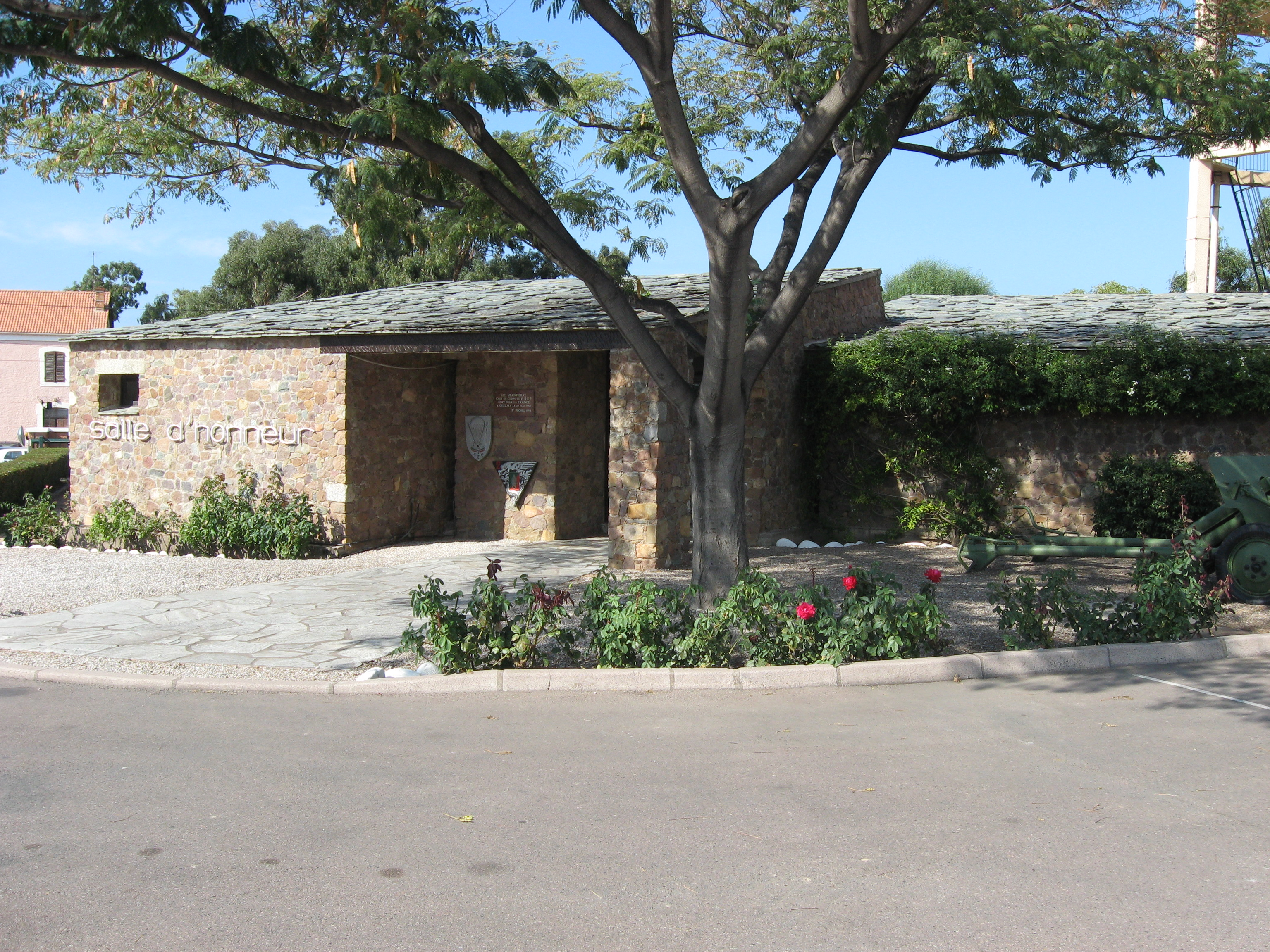
Musée du 2e REP, Camp Raffalli.

Le camp Raffalli est un camp militaire de l'armée de terre française. Il sert de garnison et de terrain de manœuvre au 2e régiment étranger de parachutistes (2e REP) et au Groupement de soutien de la base de défense de Calvi.
Il porte le nom du chef d'escadrons Rémy Raffalli, commandant du 2e bataillon étranger de parachutistes (2e BEP) entre 1950 et 1952, mort pour la France en Indochine le 10 septembre 1952.

## Géographie
Il est situé sur les communes de Calenzana et de Calvi en Haute-Corse, entre le Fiume Seccu et la Figarella, au fond du golfe de Calvi. Il est desservi par la route territoriale 30 et la gare de U Fiumeseccu Alzeta (GR20) sur la ligne de Ponte-Leccia à Calvi.